# 布魯克帕克 (明尼蘇達州)
布魯克帕克（英語：Brook Park）是一個位於美國明尼蘇達州派恩縣的城市。

## 人口
根據2020年美國人口普查的數據，布魯克帕克的面積為2.57平方千米，皆為陸地。當地共有人口132人，而人口密度為每平方千米51人。